# Ballabio
Ballabio is een gemeente in de Italiaanse provincie Lecco (regio Lombardije) en telt 3627 inwoners (31-12-2004). De oppervlakte bedraagt 15,0 km², de bevolkingsdichtheid is 238 inwoners per km².

## Demografie
Ballabio telt ongeveer 1479 huishoudens. Het aantal inwoners steeg in de periode 1991-2001 met 34,7% volgens cijfers uit de tienjaarlijkse volkstellingen van ISTAT.
| Jaar | Inwoneraantal |
| ---- | ------------- |
| 1991 | 2473          |
| 2001 | 3330          |

## Geografie
Ballabio grenst aan de volgende gemeenten: Abbadia Lariana, Cremeno, Lecco, Mandello del Lario, Morterone, Pasturo.